# دولة اللاجئين
دولة اللاجئين هو اقتراح قدم في عام 2015 لإنشاء دولة ذات سيادة جديدة لإعادة توطين سكان اللاجئين في العالم طواعية لحل أزمات اللاجئين. بحسب تقديرات الأمم المتحدة، كان هناك نحو 82مليون لاجئ ونازح داخليًا في العالم في وقت الاقتراح.

## عرض المقترح
تم إطلاق منظمة دولة اللاجئين في يونيو 2015 بواسطة جيسون بوزي وحصلت على تغطية إعلامية واسعة النطاق في يوليو 2015، بدءًا من مقال في صحيفة واشنطن بوست. في اقتراحه، يقدم بوزي عددًا من البدائل لإنشاء دولة من اللاجئين. وتشمل هذه:
1. شراء جزر غير مأهولة بالسكان من دولة مثل الفلبين أو إندونيسيا.
2. دولة لديها مساحات كبيرة من الأراضي الصالحة للسكن ولكن غير المستغلة تتنازل عن هذه الأراضي أو تبيعها بغرض إنشاء دولة للاجئين. ومن الأمثلة على ذلك فنلندا.
3. دولة جزيرة صغيرة ذات كثافة سكانية منخفضة توافق على أن تصبح دولة لاجئين. وسوف يحصل المواطنون الحاليون على فوائد مالية كبيرة.
4. إنشاء جزر جديدة في المياه الدولية لتكون وطناً للاجئين.

## التمويل
من المقترح أن يتم تمويل برنامج الأمم المتحدة للاجئين من قبل الحكومات أو المنظمات غير الحكومية أو الأمم المتحدة أو التبرعات الخاصة. كان جيسون بوزي، وهو مستثمر عقاري ناجح في منطقة الخليج، قد حصل في السابق على تغطية إعلامية إيجابية باعتباره المستفيد من مشروع Hidden Cash متعدد المدن في عام 2014. من خلال منظمة دولة اللاجئين، قام بوزي بصياغة الاقتراح الأولي، وتأسيس وجود على الإنترنت، واكتسب شهرة لخطته من خلال وكالة للعلاقات العامة.
في أكتوبر 2015، أطلقت المنظمة حملة تمويل جماعي بهدف جمع مليارات الدولارات لشراء الأراضي أو الجزر لتكون موطنًا دائمًا للاجئين في العالم.

## الرموز المقترحة للدولة
صممت اللاجئة السورية يارا سعيد علمًا أحمر برتقالي اللون، يشبه سترات النجاة التي يرتديها لاجئو البحر الأبيض المتوسط؛ كما ابتكر زميلها اللاجئ السوري معتز أريان نشيدًا وطنيًا. ورغم أن اللجنة الأولمبية الدولية لم تسمح باستخدام أي من هذه الأعلام من قبل فريق اللاجئين الأولمبي في دورة الألعاب الأولمبية الصيفية 2016، فقد استخدم بعض المشجعين العلم بشكل غير رسمي.

تصميم علم اللاجئين ليارا سعيد

وصفت يارا سعيد العلم قائلة: "إذا كنت قد ارتديت سترة نجاة كلاجئ، فسوف تشعر بشيء ما عندما ترى هذا العلم... إنها ذكرى قوية."
في يونيو 2021، تم توفير رمز تعبيري للعلم على واتساب لنظامي أندرويد وآي أو إس.

## مقترحات أخرى ذات صلة

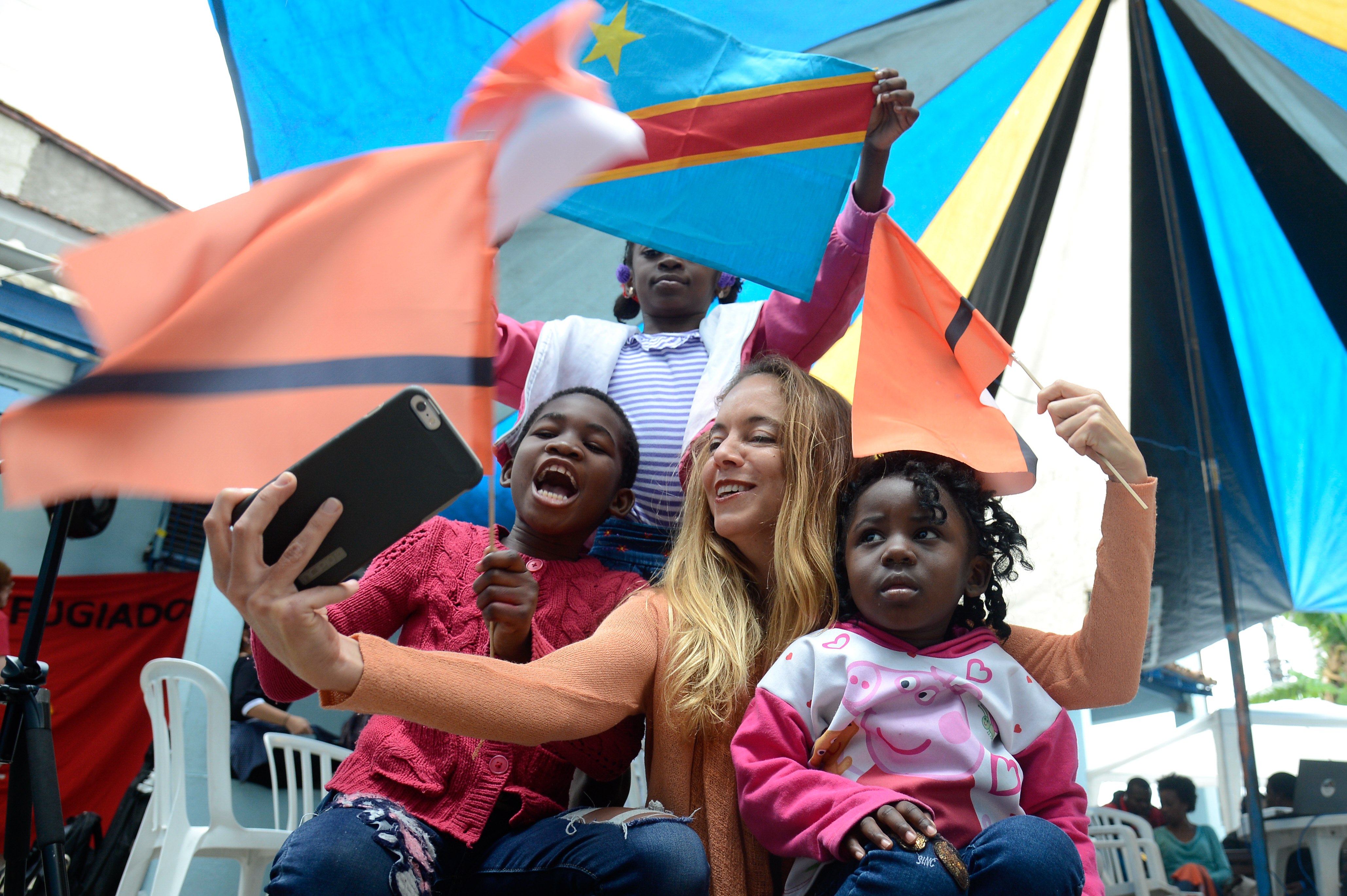
الاستخدام غير الرسمي لعلم دولة اللاجئين في دورة الألعاب الأولمبية الصيفية 2016

بعد أقل من شهرين من التغطية الإعلامية الواسعة التي حظي بها الاقتراح، عرض نجيب ساويرس، الملياردير المصري، شراء جزيرة في البحر الأبيض المتوسط لإيواء اللاجئين الفارين من الصراع السوري.